# Mączniak prawdziwy truskawki

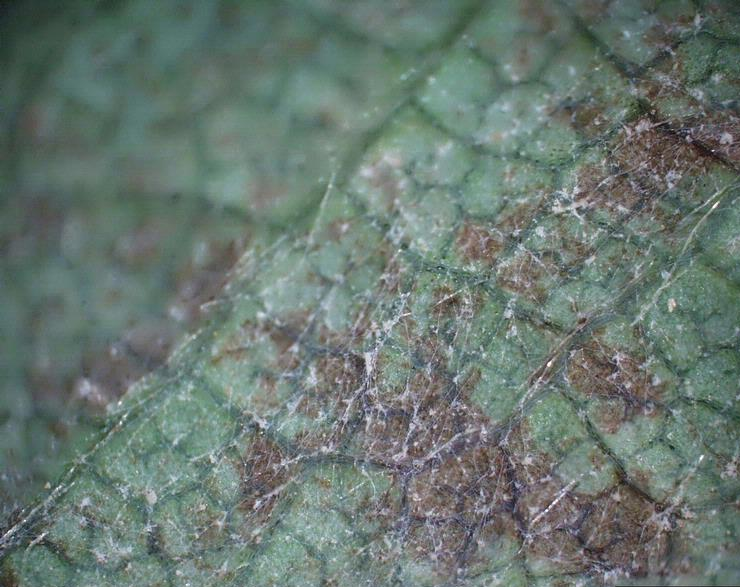
Strzępki grzybni na liściu truskawki

Mączniak prawdziwy truskawki (ang. powdery mildew of strawberries) – grzybowa choroba roślin atakująca truskawki, wywołana przez Podosphaera macularis i Podosphaera aphanis.

## Objawy i szkodliwość
Mączniak prawdziwy zwykle nie stanowi problemu w jednorocznych uprawach truskawek. Może stać się jednak problemem przy produkcji w kilkuletnich uprawach oraz w wysokich tunelach lub na matach.
Do oglądania pierwszych objawów może być konieczna lupa, ponieważ mączniak prawdziwy na liściach truskawek nie jest tak oczywisty, jak na innych roślinach. Pierwszym widocznym objawem jest zwykle zwijanie się brzegów liści, odsłaniające białe plamy grzybni na dolnej powierzchni liścia. Plamy mogą w końcu zlewać się, pokrywając cały spód liścia. Porażone liście mogą się zwijać, a na dolnej powierzchni liścia mogą pojawiać się fioletowe i czerwonawe plamy oraz liczne czarne plamki – są to owocniki grzyba (klejstotecja). Zakażone mogą być również kwiaty, ich szypułki i owoce. Straty ekonomiczne mogą wynikać z infekcji owoców. Zainfekowane jagody będą miały matowy połysk, a grzybnia będzie widoczna przy użyciu 20 do 30-krotnej soczewki ręcznej. W ciężkich przypadkach owoce mogą popękać i mieć kolor od brązowego do rdzaworóżowego. Silna infekcja mączniakiem prawdziwym może spowodować poważne zmniejszenie fotosyntezy, wpływając na ogólną żywotność roślin, produkcję owoców i jakość.

## Cykl życiowy
Patogeny wywołujące mączniaka prawdziwego truskawki mogą zimować tylko na zainfekowanych, żywych liściach truskawek, albo mogą być w zainfekowanych sadzonkach. Inokulum stanowią klejstotecja wytwarzające askopory będące źródłem infekcji pierwotnych. Po zainfekowaniu roślin, gdy w wystarczającym stopniu rozwinie się na nich grzybnia patogenu, zaczyna wytwarzać nowe zarodniki dokonujące infekcji wtórnych rozprzestrzeniających chorobę. Roznosi je wiatr. Infekcja i kiełkowanie zarodników nie wymagają wilgotnej pogody, co odróżnia mączniaki prawdziwe od innych chorób grzybowych. Optymalna temperatura do kiełkowania i rozwoju grzybni to 15–27 °C. Ciepłe temperatury z dużą wilgotnością panujące w koronach truskawek sprzyjają rozwojowi mączniaka prawdziwego na owocach.

## Identyfikacja patogenów
Oznaki mączniaka prawdziwego można pomylić z białym woskowym osadem związanym z jajami mączlika. Obserwacja przez lupę pozwoli rozróżnić te dwa rodzaje na podstawie obecności strzępek i innych struktur grzybiczych.
Prostą metodą badań potwierdzających wystąpienie mączniaka prawdziwego może być użycie małego kawałka przezroczystej taśmy. Przykleja się ją na jednej stronie liścia, następnie po zdjęciu z liścia umieszcza lepką stroną w dół na kropli wody na szkiełku podstawowym. Jeśli na próbce nie ma owocników, pojedyncze liście lub listki można inkubować w wilgotnej komorze przez 24 do 48 godzin w celu wywołania zarodnikowania.
Istnieją testy PCR wykrywające mączniaka prawdziwego truskawki. Wykorzystują fakt, że Podosphaera są heterotaliczne i kojarzenie zachodzi tylko między izolatami z idiomorfami MAT1-1 i MAT1-2.

## Ochrona
Do uprawy truskawek nadają się pola dobrze nasłonecznione. Uprawę należy monitorować od kątem pierwszych oznak mączniaka prawdziwego – zniekształcenia liści i przebarwienia oraz matowego połysku dojrzałych owoców spowodowanego rozwojem pleśni. W przypadku wykrycia choroby należy określić, czy konieczne jest opryskiwania fungicydami. Przy jednorocznej uprawie truskawek zazwyczaj są one rzadko potrzebne do zwalczania mączniaka prawdziwego. Fungicydy o działaniu ochronnym i/lub ogólnoustrojowym można stosować w przypadku zaobserwowania wysokiego natężenia choroby.